# WampServer
WampServer는 마이크로소프트 윈도우 운영 체제용 솔루션 스택으로, 로메인 보던이 개발하였다. 아파치 웹 서버, SSL 지원을 위한 OpenSSL, MySQL 데이터베이스와 PHP 프로그래밍 언어로 구성된다.

## 저명한 변종
- LAMP (소프트웨어 번들)
- MAMP
- WIMP (소프트웨어 번들)

WISA
- XAMPP